# Mutanná
Guvernorát Mutanná je jedním z 19 guvernorátů v Iráku. Jeho hlavním městem je Samáwa, mimo jiné se v něm nacházelo město Uruk. Má rozlohu 51 740 km² a v roce 2009 v něm žilo 719 800 obyvatel. Sousedí s guvernoráty Basra, Dhíkár, Kádisíja a Nadžaf.